# Laugardalsvöllur
Das Laugardalsvöllur ist ein Fußballstadion mit einer achtspurigen Leichtathletikanlage im Stadtteil Laugardalur der isländischen Hauptstadt Reykjavík; Region Höfuðborgarsvæðið. Das Laugardalsvöllur ist das Nationalstadion des Landes. Es bietet Platz für 9.800 Zuschauer. Im Ligabetrieb der isländischen Pepsideild ist die Anlage die Heimspielstätte des Fußballvereins Fram Reykjavík.

## Geschichte
Das erste Länderspiel im Stadion fand am 8. Juli 1957 zwischen Island und Norwegen (0:3) statt. Die erste Ligapartie bestritten Fram Reykjavik und der ÍA Akranes am 25. August  des Jahres. Offiziell eröffnet wurde das Stadion erst rund zwei Jahre später am 17. Juni 1959 von Staatspräsident Ásgeir Ásgeirsson. Die Haupttribüne entstand 1958, die Gegentribüne wurde 1997 errichtet. 2006 wurde dann die Haupttribüne renoviert und vergrößert, so dass das Stadion seine heutige Kapazität erreichte. Für wichtige Spiele können zwei weitere Tribünen mit einer Gesamtkapazität von 3.000 Plätzen errichtet werden. Der Zuschauerrekord liegt bei 20.204 Besuchern; dieser wurde am 18. August 2004 bei einem Freundschaftsspiel zwischen Island und Italien, welches die Isländer überraschend mit 2:0 gewannen, aufgestellt. Am 10. August 2019 kamen etwa 30.000 Besucher zu einem Konzert von Ed Sheeran.

## Galerie

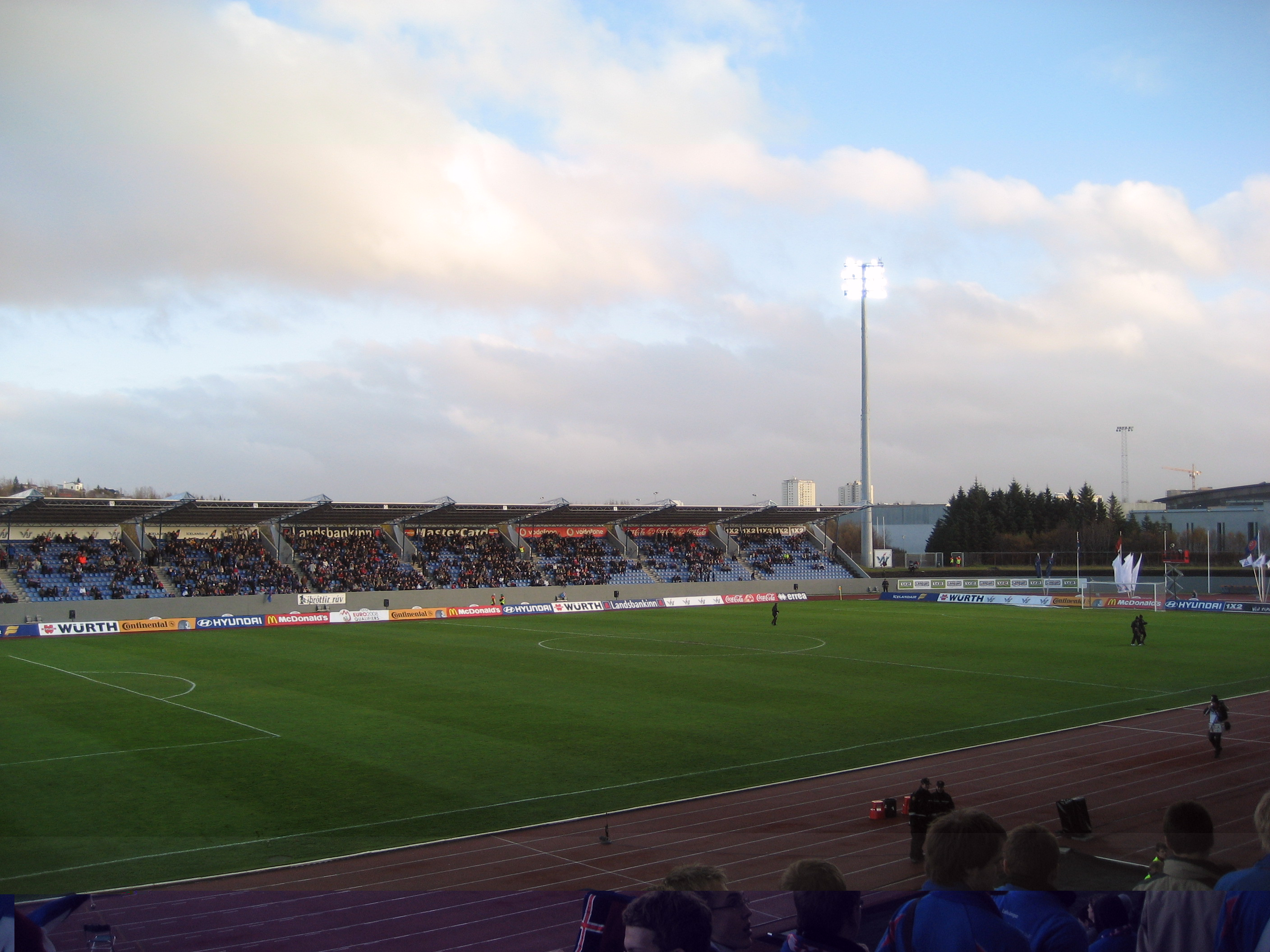
Die Gegentribüne (2007)
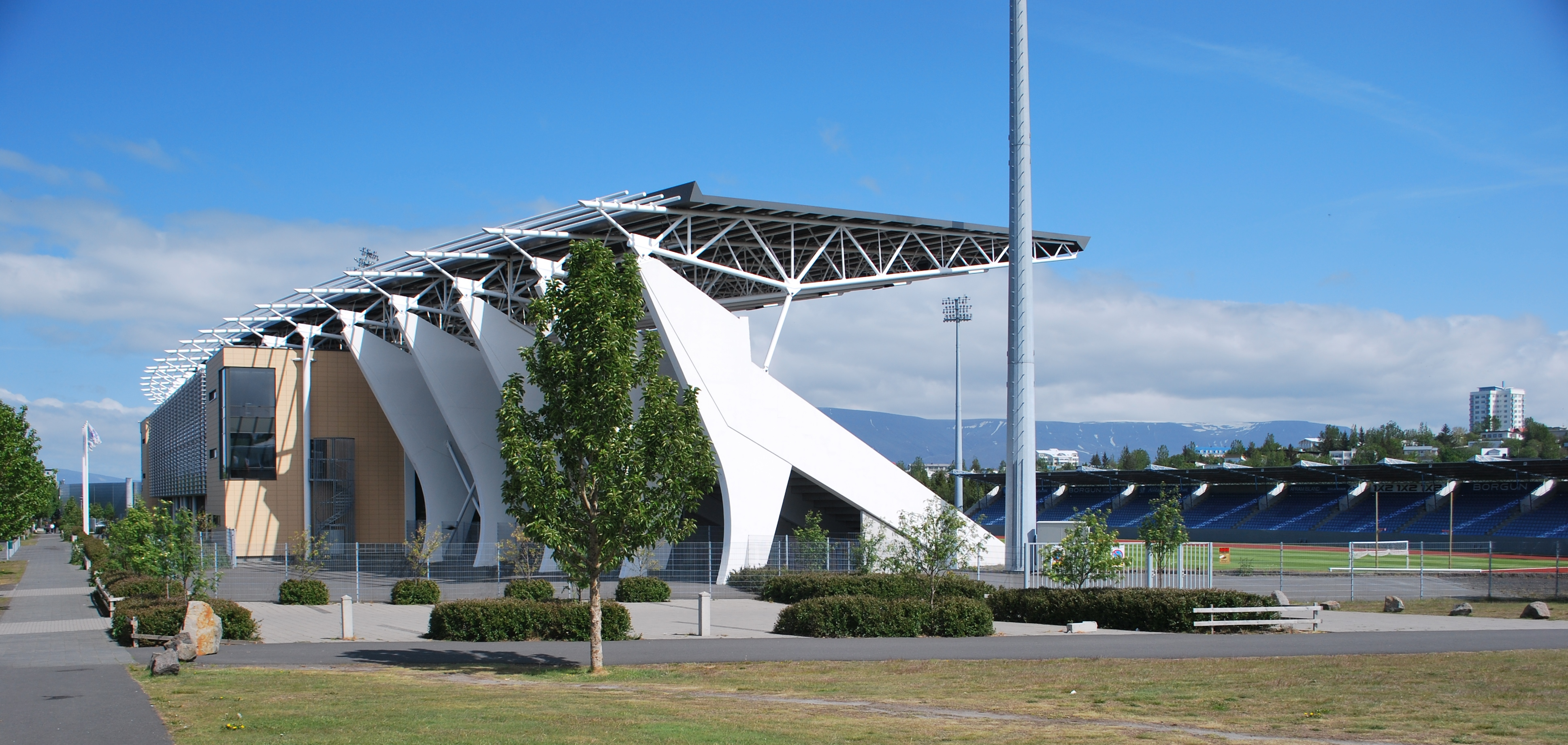
Das Stadion vom Reykjavegur aus gesehen (2012)